# 2025-ös magyar birkózóbajnokság
A 2025-ös magyar birkózóbajnokság a száztizennyolcadik magyar bajnokság volt. A férfi kötöttfogású és szabadfogású bajnokságot június 7-én rendezték meg Budapesten, a Kozma István Magyar Birkózóakadémián, a női szabadfogású bajnokságot pedig május 17-én Budapesten, a Kruj Iván Sportcsarnokban.

## Eredmények

### Férfi kötöttfogás
| Versenyszám | Arany                                      | Arany | Ezüst                                       | Ezüst | Bronz                                                       | Bronz |
| ----------- | ------------------------------------------ | ----- | ------------------------------------------- | ----- | ----------------------------------------------------------- | ----- |
| 55 kg       | Gazdag Krisztián Pécsi EAC                 |       | Krim Áron Csepeli BC                        |       | Lengyel László Ferencvárosi TC                              |       |
| 60 kg       | Domokos Edmond Szigetvári BSE-KIMBA        |       | Tótok Péter Zsigmond Vasas SC-KIMBA         |       | Rodek Milán Pécsi EAC                                       |       |
| 63 kg       | Olasz Bende Erzsébeti SMTK-KIMBA           |       | Kecskeméti Krisztián Ceglédi VSE            |       | Bodor András Attila Kertvárosi SE                           |       |
| 67 kg       | Józsa Attila Bp. Honvéd                    |       | Mányik Dávid Erzsébeti SMTK-KIMBA           |       | Rafael Dániel Soltvadkerti TE-KIMBA                         |       |
| 72 kg       | Váncza Krisztián István Ferencvárosi TC    |       | Felkai Bendegúz Attila Erzsébeti SMTK-KIMBA |       | Buzsi Tamás Pestszentimrei BSE                              |       |
| 77 kg       | Fritsch Róbert Csepel TC                   |       | Lévai Levente Bp. Honvéd                    |       | Vitek Amadeusz János Bp. HonvédJuhász István Bp. Honvéd     |       |
| 82 kg       | Lévai Zoltán Bp. Honvéd                    |       | Szinay Csaba Diósgyőri VTK-KIMBA            |       | Botos Dominik Diósgyőri VTK-KIMBA                           |       |
| 87 kg       | Lévai Tamás Bp. Honvéd                     |       | Szinay Szabolcs Diósgyőri VTK-KIMBA         |       | Takács István Bp. HonvédVarga Zalán Zalaegerszegi BSE-KIMBA |       |
| 97 kg       | Szőke Alex Erzsébeti SMTK                  |       | Losonczi Dávid Erzsébeti SMTK               |       | Szilvássy Erik Csepeli BCBudai András Erzsébeti SMTK        |       |
| 130 kg      | László Koppány Simon Ferencvárosi TC-KIMBA |       | Darabos László Bp. Honvéd                   |       | Deák Zoltán Tatabányai SC                                   |       |

### Férfi szabadfogás
| Versenyszám | Arany                                    | Arany | Ezüst                                   | Ezüst | Bronz                                                             | Bronz |
| ----------- | ---------------------------------------- | ----- | --------------------------------------- | ----- | ----------------------------------------------------------------- | ----- |
| 57 kg       | Majer Barnabás Vasas SC                  |       | Kertész Mátyás Ferencvárosi TC          |       | Farkas Zsombor Erzsébeti SMTK                                     |       |
| 61 kg       | Rácz Balázs Újpesti TE-KIMBA             |       | Gombos Alex Gábor Ferencvárosi TC-KIMBA |       | Tóvölgyi-Krump Marcell Nándor Vasas SC                            |       |
| 65 kg       | Mizsei Zoltán Máté Ferencvárosi TC-KIMBA |       | Egyed Balázs Vasas SC                   |       | László Mózes Ádám Erzsébeti SMTK-KIMBANagy Bence Dunaharaszti MTK |       |
| 70 kg       | Varga Márton Győri AC-KIMBA              |       | Molnos Norbert Kiskunfélegyházi BSE     |       | Tóth József Patrik Szarvasi BE                                    |       |
| 74 kg       | Nemes Bálint Haladás VSE                 |       | Gazdag Ádám Sándor Vasas SC             |       | Ábrahám Benjamin Tatabányai SCOsztatni Zsombor Csepel TC-KIMBA    |       |
| 79 kg       | Vida Csaba Csepeli BC                    |       | Laposa Márk Újpesti TE-KIMBA            |       | Jochim Márk Orosházi SpartacusHajduch Nándor Milán Szarvasi BE    |       |
| 86 kg       | Biró Krisztián Ferencvárosi TC           |       | Gangl Zétény Csepel TC-KIMBA            |       | Püspöki Patrik Mogyi-Bajai BCSoliman Youssef Pécsi EAC-KIMBA      |       |
| 92 kg       | Arszunkajev Musza Vasas SC               |       | Angyal Krisztián Csepeli BC             |       | Miksó Máté Csepeli BCZsivnovszki Péter Zsombor Sziget SC-KIMBA    |       |
| 97 kg       | Végh Richárd Érdi Spartacus              |       | Mezei Patrik Érdi Spartacus             |       | Veress Bence Vasas SCTóth Dávid Törökszentmiklósi BDSK            |       |
| 125 kg      | Gellén Milán Veszprémi Egyetemi SC       |       | Végh Artúr Érdi Spartacus               |       | Gyuricza Marcell Tököli BSE-KIMBASzilágyi Dániel Dorogi AC-KIMBA  |       |

### Női szabadfogás
| Versenyszám | Arany                            | Arany | Ezüst                                  | Ezüst | Bronz                              | Bronz |
| ----------- | -------------------------------- | ----- | -------------------------------------- | ----- | ---------------------------------- | ----- |
| 50 kg       | Egyed Zsanett Kanizsai BSE       |       | Fekete Laura Hanna Tatabányai SC-KIMBA |       | Kovács Petra Báránd KSE            |       |
| 53 kg       | Szekér Szimonetta Bp. Honvéd     |       | Kovács Viola Bp. Honvéd                |       | Ilyés Emőke Dalma Soltvadkerti TE  |       |
| 55 kg       | Terék Gerda Csepel TC-KIMBA      |       | Kapuvári Liliána Újpesti TE-KIMBA      |       | Tóth Zsanett Dorka Kecskeméti SI   |       |
| 57 kg       | Szenttamási Róza Csepel TC-KIMBA |       | Dollák Tamara Újpesti TE               |       | Köblő Anna Csepel TC-KIMBA         |       |
| 59 kg       | Bognár Erika Vasas SC            |       | Réczi Bianka Tatabányai SC             |       | Kaszás Elza Érdi Spartacus         |       |
| 62 kg       | Soliman Yasmine Pécsi EAC-KIMBA  |       | Borsos Viktória Kispesti NSI           |       | Szabó Nikolett Mogyi-Bajai BC      |       |
| 65 kg       | Oláh Csenge Kispesti NSI         |       | Kicsindy Anna Bp. Honvéd               |       | Popelka Lili Kecskeméti SC         |       |
| 68 kg       | Szabados Noémi Ferencvárosi TC   |       | Pók Karolina Vasas SC                  |       | Kaszás Lilla Érdi Spartacus-KIMBA  |       |
| 72 kg       | Müller Petra Csepel TC-KIMBA     |       | Munk Maja Vasas SC-KIMBA               |       | Terék Fruzsina Csepel TC-KIMBA     |       |
| 76 kg       | Osváth-Nagy Noémi Egri VSI-KIMBA |       | Újhelyi Evelin Csepel TC               |       | Virág Zsófia Soltvadkerti TE-KIMBA |       |